# Maçao Tadano
Maçao Tadano (Cornélio Procópio, 2 de fevereiro de 1940) é engenheiro agrônomo e político brasileiro, outrora deputado federal por Mato Grosso.

## Biografia
Filho de Bunji Tadano e Tiyotko Tadano. Em 1964 formou-se engenheiro agrônomo pela Universidade Federal do Rio Grande do Sul e sob essa condição presidiu a Associação dos Engenheiros Agrônomos de Mato Grosso e um ano depois tornou-se membro do Conselho Rodoviário do Estado e integrou o conselho deliberativo de autarquias como Superintendência do Desenvolvimento da Amazônia (SUDAM) e Superintendência de Desenvolvimento do Centro-Oeste (SUDECO), além de diretor institucional e depois presidente da Associação de Engenheiros Agrônomos, diretor executivo do Conselho Brasileiro de Fitossanidade e também presidente da Associação dos Engenheiros Agrônomos do Distrito Federal.
Chefe de gabinete da Secretaria de Agricultura de Mato Grosso e depois titular da pasta no governo Pedro Pedrossian, acumulou este cargo com a presidência da Associação de Crédito e Assistência Rural de Mato Grosso e a presidência da Associação Cultural Nipo-Brasileira de Cuiabá, sendo eleito deputado estadual via ARENA em 1970. Secretário de Indústria e Comércio no governo José Garcia Neto e conselheiro do Projeto Rondon, presidiu o Conselho de Administração da Urucum Mineração e posteriormente retornou ao cargo de secretário de Agricultura.
Com a restauração do pluripartidarismo ingressou no PDS sendo eleito deputado federal em 1982. Como parlamentar votou contra a emenda Dante de Oliveira em 1984 e em Paulo Maluf no Colégio Eleitoral em 1985, ingressando no PL durante a legislatura, mas não foi reeleito. Após algum tempo fora da política assessorou os deputados federais João Teixeira, Wellington Fagundes e Murilo Domingos.
Durante o primeiro mandato do presidente Luiz Inácio Lula da Silva foi responsável pela área de Defesa Vegetal do Ministério da Agricultura durante a gestão de Roberto Rodrigues, de quem foi chefe de gabinete. Por fim dirigiu o Departamento de Inspeção de Produtos de Origem Vegetal após nomeação na gestão do ministro Reinhold Stephanes.